# Upír z Atlasu

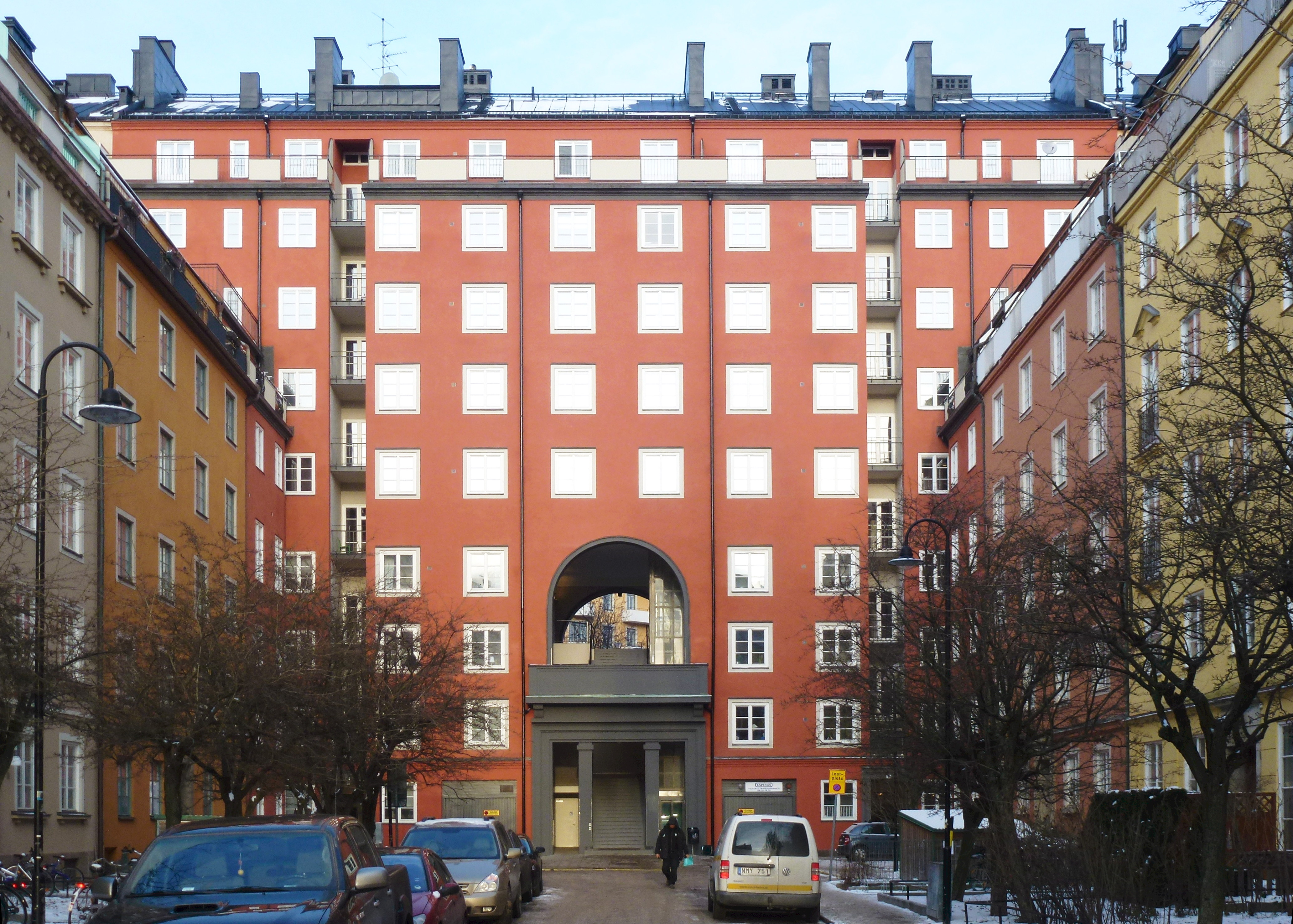
Dům na Sankt Eriksplan 11, kde došlo k vraždě

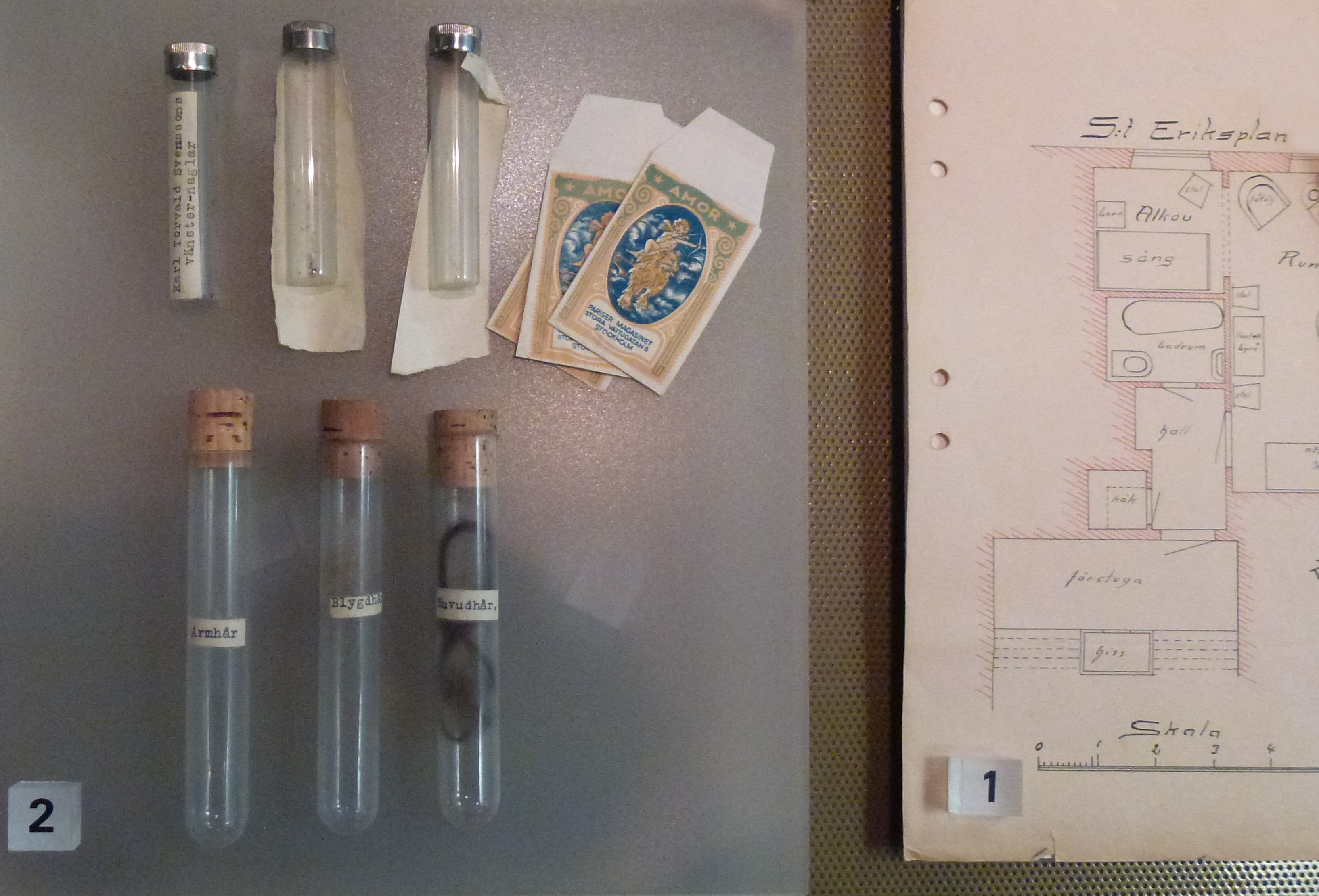
Plánek bytu, obaly od kondomů a zkumavky s dalšími stopami z místa činu z výstavy ve stockholmském policejním muzeu

„Upír z Atlasu“ (švédsky Atlasmordet „vražda v Atlasu“ nebo Vampyrmordet „upíří vražda“) je přezdívka neznámého pachatele vraždy Lilly Lindeströmové, k níž došlo ve Stockholmu v roce 1932.
Tělo Lilly Lindeströmové, dvaatřicetileté ženy, která se živila prostitucí, bylo nalezeno 4. května 1932 v jejím malém bytě na Sankt Eriksplan 11; tato část Stockholmu se neformálně označuje jako Atlas.
Čtyři dny předtím (na Valpuržinu noc) navštívila Lindeströmovou její kamarádka Mimmi (Minnie Jansson), která rovněž pracovala jako prostitutka; kolem půl šesté jí zazvonil telefon. Podivný mužský hlas se zeptal, jestli je tam Lilly Lindeströmová. Muž k ní chtěl přijít a řekl, že je poblíž. Lilly se schůzkou souhlasila a Mimmi odešla do svého bytu v přízemí. Krátce po sedmé přišla Lindeströmová za Mimmi a požádala ji, aby jí půjčila kondom. O chvíli později přišla znovu a požádala o další kondom. Mimmi viděla, že je Lindeströmová pod kabátem úplně nahá. To bylo naposled, kdy byla spatřena živá.
V devět hodin Mimmi zazvonila na Lindeströmovou a přes dveře se jí zeptala, zda si nechce vyjít na ostrov Djurgården. Nikdo neotevřel a Mimmi předpokládala, že je se zákazníkem. Mimmi se pokusila za Lindeströmovou několikrát jít, ale nikdy neotevřela. 4. května proto Mimmi celou věc ohlásila na policii.
Policie našla Lindeströmovou ležet nahou na břiše na posteli; mrtvá byla už 2-3 dny. Celý byt byl uklizen, šaty Lindeströmové byly pečlivě složené na židli, postel, na níž oběť ležela, byla úhledně ustlaná. Vrah Lindeströmovou třikrát udeřil tupým předmětem do hlavy. V těle ani na místě činu nebyla téměř žádná krev, nenašly se ani žádné bodné rány, na krku oběti však byly nalezeny stopy slin a v análním otvoru oběti zůstal použitý kondom, což nasvědčuje, že oběť před smrtí provozovala anální sex. Vrah ji mohl udeřit přímo při souloži, když k němu byla otočená zády. 
V bytě našla policie naběračku s podivnými skvrnami, na níž byly pravděpodobně stopy krve. Naběračka byla však příliš lehká, než aby bylo možné ji použít jako vražednou zbraň. Jeden z policistů pak řekl novinářům, že existuje podezření, že vrah krev oběti vypil pomocí naběračky jako bájný upír nebo ji odnesl v nějaké nádobě. Z tohoto podezření je odvozen název případu.
Případ nebyl nikdy vyřešen. Na místě činu bylo nalezeno mnoho otisků prstů od Lillyiných klientů, všichni však byli jako potenciální pachatelé vyloučeni. Zločin byl promlčen v roce 1957.
6. března 2012 se o případu diskutovalo v televizním pořadu Veckans brott. Leif. G.W. Persson usoudil, že oběť vraha pravděpodobně znala a s pomocí moderní technologie by policie vraha dokázala identifikovat. Vyjádřil také názor, že skvrny na naběračce nebyly od krve a že se nejedná o kanibalismus ani vampyrismus. 